# Westhofen
Westhofen est une municipalité allemande de l'arrondissement d'Alzey-Worms en Rhénanie-Palatinat située à environ 12 kilomètres au nord-ouest de Worms.